# 蒙扎足球俱樂部
蒙沙足球會（義大利語：Associazione Calcio Monza）是意大利的一家足球俱樂部。主場位於意大利倫巴第蒙扎。俱樂部源於1912年成立的蒙扎足球俱乐部（Monza Foot Ball Club），历经数次重组、合并后更名蒙扎布里安扎1912足球俱乐部（義大利語：Associazione Calcio Monza Brianza 1912），于2014至2015赛季末破产。之后，俱乐部以蒙沙足球會为名重建。2018年俱乐部被曾任意大利总理的著名商人西尔维奥·贝卢斯科尼买下。之前俱樂部曾經參加過意大利足球丙級聯賽和意大利足球乙級聯賽的賽事。2022年5月30日，蒙扎在義乙升級附加賽決賽中，以總比分6:4戰勝比薩，隊史首次升入意大利足球甲級聯賽。

## 著名球員
- 奇雲保定（Kevin-Prince Boateng）
- 巴洛迪利（Mario Balotelli）
- 马泰奥·佩西纳（Matteo Pessina）